# 硫代硫酸盐
硫代硫酸盐是含有四面体型硫代硫酸根离子（S2O32−）的一类化合物，由硫酸根离子中的一个氧被硫替换得到。最常见的硫代硫酸盐是硫代硫酸钠（Na2S2O3），用作照相定影剂等方面。
硫代硫酸根离子中，中心硫原子的氧化数为+5，另一个硫原子的氧化数为-1，平均氧化数为+2，既有氧化性也有还原性。
硫代硫酸根只在中性和碱性环境中稳定，在酸性环境中立即分解为硫和亚硫酸根离子，进一步反应得到黄色的硫沉淀、二氧化硫气体和水：
S2O32−(aq) + 2H+(aq) → SO2(g) + S(s) + H2O
它也可被卤素氧化：
2S2O32−(aq) + I2(aq) → S4O62−(aq) + 2I−(aq)
S2O32−(aq) + 4Br2(aq) + 5H2O(l) → 2SO42−(aq) + 8Br−(aq) + 10H+(aq)
S2O32−(aq) + 4Cl2(aq) + 5H2O(l) → 2SO42−(aq) + 8Cl−(aq) + 10H+(aq)
硫代硫酸根与剧毒氰化物反应生成毒性很小的硫氰酸盐，因此硫代硫酸钠可用作氰化物的解毒剂。常见的硫代硫酸盐有：硫代硫酸钠、硫代硫酸钾、硫代硫酸铵、硫代硫酸钡、硫代硫酸钙、硫代硫酸金钠等。

## 分析
可溶的硫代硫酸盐可以用二硝酸三乙二胺合镍(II){[Ni(en)3](NO3)2}来定性分析，其反应应在中性或弱碱性溶液中进行：
S2O32- + [Ni(en)3]2+ → [Ni(en)3]S2O3
产生的硫代硫酸三乙二胺合镍(II)为晶状的紫色沉淀。